# Castell de Mow Cop
El castell de Mow Cop és un castell situat a Mow Cop a la parròquia civil d'Odd Rode, Cheshire, Anglaterra. Està designat com a edifici catalogat de Grau II a la Llista del Patrimoni Nacional d'Anglaterra. La cresta sobre la qual s'assenta el castell forma el límit entre els comtats de Cheshire i Staffordshire, les diòcesis de Chester i Lichfield i les províncies eclesiàstiques de Canterbury i York.

## Història

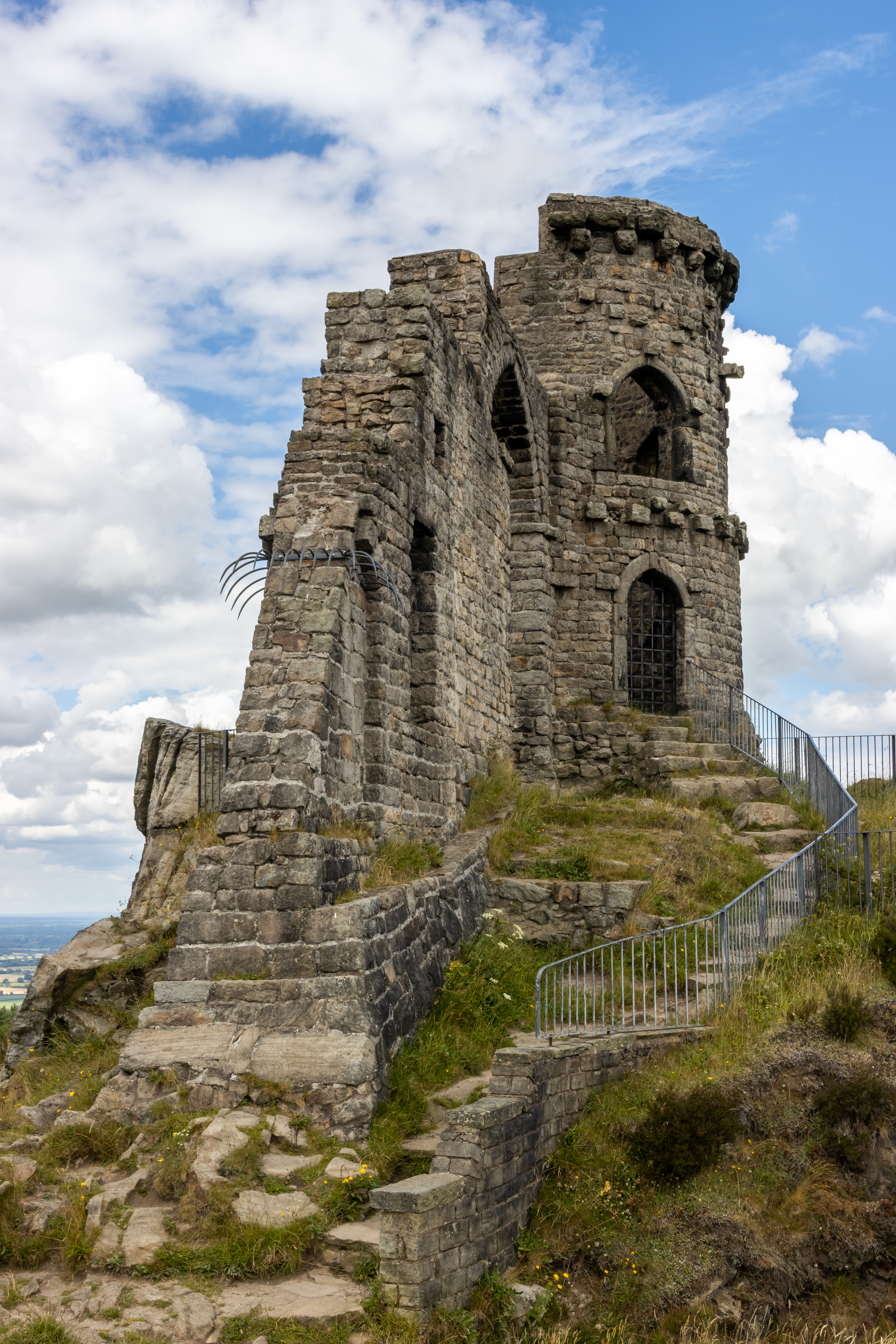
Mow Cop Castle

S'hi han trobat restes d'un campament prehistòric El 1754, Randle Wilbraham, veí de Rode Hall, va construir una elaborada casa d'estiu que semblava una fortalesa medieval i una torre rodona. La zona al voltant del castell era famosa a nivell nacional per l'extracció de pedres de molí d'alta qualitat per utilitzar-les en molins d'aigua. En les excavacions a Mow Cop han trobat pedres de molí que daten de l'edat del ferro.
El castell va ser lliurat al National Trust el 1937. Aquest mateix any, més de deu mil metodistes es van reunir al turó per commemorar la celebració del primer campament metodista primitiu. Encara que originalment es permetia als visitants entrar a l'edifici, l'àrea que l'envolta ha estat tancada a causa de diversos intents de suïcidi i un suïcidi a la cornisa. A principis del nou mil·lenni, l'any 2000, es va encendre un gran foc al costat de la bogeria com a part d'una xarxa de fars comunicants a tot el país. El Capritx i castell de Mow Cop són les imatges centrals de la novel·la Red Shift d'Alan Garner.